# Нава Мау
Нава Мау — мексиканська кінорежисерка, акторка, письменниця та продюсерка, відома своєю появою в британському темному комедійному серіалі Netflix «Оленя» та комедійному фільмі HBO Max «Покоління».

## Молодість і освіта
Нава Мау народилася в Мехіко в сім'ї консультанта та бухгалтера.  Вона виросла в Сан-Антоніо, Техас і Окленд, Каліфорнія.  Мау отримала ступінь бакалавра мистецтв у галузі лінгвістики та когнітивних наук у коледжі Помони. 

## Кар'єра
Початкова кар’єра Мау включала роботу помічника юриста з іммігрантами, які пережили насильство. Потім вона працювала консультантом-рівному, крім того, що проводила адвокаційну роботу для ЛГБТК, які пережили насильство. 
У 2019 році вона була виконавицею головної ролі, режисером і продюсером фільму «Година пробудження».  У фільмі Мау зіграла Софію, молоду трансгендерну жінку, яка на вечірці зустрічає потенційного романтичного партнера Ісаака, цисгендерного чоловіка. Характер Мау повинна збалансувати її бажання бути з кимось інтимним і її власне почуття особистої безпеки. 
У 2020 році вона була обрана співробітником продюсерства документального фільму Netflix Розкриття і працювала продюсером короткометражного фільму Work, прем’єра якого відбулася на Санденс.  Мау також продюсувала короткометражні фільми Sam's Town і Lovebites. 
У 2021 році вона знялася в серіалі HBO Max «Покоління» як частина основного акторського складу шоу. Вона зіграла Ану, тітку одного з головних героїв серіалу-підлітка. 
У 2024 році вона зіграла головну роль у серіалі Netflix «Оленя» в ролі Тері,  дівчини-трансгендера головного героя Донні Данна.    Серіал, який почався як сценічна вистава на Единбурзькому фестивалі Fringe , мав сім епізодів і отримав схвалення критиків.  

Мау прокоментувала свою роль Тері в оленя :
«Здавалося дуже важливим показати людям, що транс-жінки існують у реальному житті та у стосунках із реальними людьми». 

## Особисте життя
Мау — транс-жінка, і вона грала транс-персонаж у більшості постановок, над якими працювала на сьогоднішній день. 

## Нагороди
За свою роботу в кіно Мау була нагороджена призом глядацьких симпатій NewFest  і YoSoy Award від Hispanic Heritage Foundation .